# Paul Voss
Paul Voss (ur. 26 marca 1986 w Rostocku) – niemiecki kolarz szosowy.
Największym sukcesem zawodnika jest wygrany prolog w prestiżowym wyścigu Dookoła Katalonii (2010), zaliczanym do ProTour. Jest wicemistrzem Europy juniorów do lat 23 (2008).

## Najważniejsze osiągnięcia
- 2008
  -  2. miejsce w mistrzostwach Europy do lat 23 (start wspólny)
  - 2. miejsce w Ronde van Noord-Holland
  - 2. miejsce w GP Buchholz
- 2010
  - 1. miejsce na prologu Volta a Catalunya
- 2011
  - 1. miejsce w Cinturó de l'Empordà
    - 1. miejsce na 1. etapie

  - 3. miejsce w Tour du Gévaudan Languedoc-Roussillon
  - 4. miejsce w Czech Cycling Tour
    - 1. miejsce na 1. etapie
- 2012
  - 3. miejsce w Tartu GP
  - 5. miejsce w Paryż-Bourges
  - 6. miejsce w Settimana Internazionale di Coppi e Bartali
- 2014
  - 5. miejsce w Arctic Race of Norway
- 2016
  - 1. miejsce w Rad am Ring